# Koszyce (Klein-Polen)
Koszyce is een dorp in het Poolse woiwodschap Klein-Polen, in het district Proszowicki. De plaats maakt deel uit van de gemeente Koszyce en telt 830 inwoners.

## Geschiedenis
Het gebied van het huidige Koszyce was ongeveer 5000 jaar geleden al bewoond, zoals blijkt uit de begrafenis van de slachtoffers van het Koszyce bloedbad. In 2011 werden de gevonden skeletten gedateerd tussen 2880 en 2776 voor Christus. De doden hadden ernstige verwondingen aan hun schedels door verschillende harde slagen, waarvan de meeste waarschijnlijk veroorzaakt werden door stenen bijlen.